# Interfícies d'usuari per a l'Smart Worker
Les interfícies d'usuari són els medis els quals l'usuari utilitza per comunicar-se amb qualsevol classe de màquina, equip o ordinador i abraça tots els factors de contacte entre l'usuari i l'aparell. Pressuposadament, han de ser inutuïtives i dinàmiques per no presentar dificultats als que les fan servir i, així, proporcionar un servei el màxim d'eficient possible.
El Smart Worker és el perfil de treballador de les fàbriques intel·ligents, aquestes són l'evolució del model clàssic industrial i busquen adaptar-se a les necessitats i els processos de producció optant per la màxima optimització dels recursos. Aquesta branca té el futur com a punt de mira i, seguint els punts esmentats, pretén realitzar una revolució industrial per establir-se com a Indústria 4.0.
Les Interfícies d'usuari pel Smart Worker s'han d'adaptar al model de treball plantejat pel Smart Working el qual, té una sèrie de característiques innovadores pel que fa al món laboral; impulsa la configuració del treball en equip per tal d'assolir diferents projectes, la flexibilitat horària i la mobilitat, ja que busca trencar amb la cultura del presentisme que encara continua molt present en el món laboral actual. Pretén assumir tots aquests factors mitjançant les eines que brinda la tecnologia actual per tal d'obrir una nova visió al mercat marcada per una deslocalització del lloc de treball, ja que els entorns són independents, el fet a valorar són els resultats i la obtenció d'aquests seguint una mentalitat d'eficiència, treball col·lectiu i estalvi de costos. Per tant, les interfícies d'usuari pel Smart Worker són els mitjans a partir dels quals el treballador de la indústria 4.0 pot establir comunicació amb els dispositius electrònics de les Smart Factories.

## Història
El primer gran teòric de la interacció entre els humans i les màquines va ser Vannevar Bush, un científic del MIT el qual va col·laborar amb l'exèrcit dels EUA durant la Segona Guerra Mundial. El seu gran invent va ser creat l'any 1945 i es va anomenar Memex (Memory Expander), aquest consistia en una taula amb teclat i palanques que permetia consultar les dades emmagatzemades en microfilms que serien projectats en pantalles translúcides. Aquest aparell també permetia a l'usuari fer modificacions als microfilms, és a dir, li permetia crear, canviar i consultar. Aquelles innovacions, en una època prehistòrica pel que fa als ordinadors, van posicionar a Vannevar com un visionari.
Uns anys més tard, l'inventar Douglas Engelbart va fer un seguit de creacions clau per les interfícies; la combinació d'ordinador, teclat i pantalla, el software de processament de paraules amb capacitat d'hipertext, el principi de les finestres sobreposades (l'origen del concepte de Xerox i Windows i les comunicacions en text entre ordinadors.
En l'actualitat s'ha normalitzat molt l'existència de les interfícies d'usuari i sembla que existeixin des de sempre. No obstant això, són relativament innovadores. L'evolució de les interfícies ha anat lligada al desenvolupament dels sistemes operatius, ja que sense aquestes per la majoria dels usuaris seria impossible fer-ne ús.
També, cal esmentar que les interfícies que coneixem ara no serien les mateixes sense la competència que hi ha hagut entre les empreses. Com més baixa el cost de la maquinària les empreses han de desenvolupar entorns més agradables i senzills, per tal que els clients consumeixin el seu producte abans que el de la competència. Un exemple clar d'aquest cas serien empreses com Microsft i Apple.

### Casos pràctics
L'evolució de les interfícies d'usuari ha patit grans canvis al llarg de la història i s'ha vist marcada per una sèrie de fets o invents que han suposat un abans i un després en aquest àmbit:
- Batch processing i invenció del teclat i el ratolí (1962-1972)
- Naixement de la interfície gràfica (1973-1981)
- Desenvolupament i eclosió de les interfícies gràfiques (1976-1990)
- Windows 3.1 (1992)
- OS/2 2.0 (1992)
- Windows 95 (1995)
- OS/2 Warp 4 (1996)
- KDE 1.0 (1998)
- BeOS 4.5 (1999)
- GNOME 1.0 (1999)
- Mac OS X (2001)
- Windows XO (2001)
- GNOME 2.24 (2008)
- KDE 4.x (2008)
- Tots els sistemes operatius (Windows, IOS, Android, Linux, etc.) que utilitzen els dispositius electrònics de l'actualitat (mòbils, pcs, tablets, smartwatches, màquines industrials especialitzades...)

## Objectius
L'objectiu principal d'una interfície d'usuari és oferir una sèrie d'elements per tal de facilitar la interacció entre ell i la màquina. Un exemple clar el podríem veure en les interfícies gràfiques que acomoden els programes informàtics pels seus usuaris. Per tal d'aconseguir aquest objectiu podem veure que es fan ús de menús, finestres, canvis d'idioma...
Els treballadors experimenten diverses adversitats a l'hora d'interactuar eficientment amb la màquina, sobretot les persones d'edat avançada o que no han tingut gaire contacte amb el món de la informàtica, els quals es poden sentir incòmodes treballant i interactuant amb aquests tipus de màquines. A part, també tenim altra gent com per exemple joves sense experiència o gent discapacitada que també pot tenir dificultats amb la interacció.
Per mirar de solucionar aquest problema un dels objectius de les interfícies del Smart Worker és crear un nou concepte d'interacció treballador-màquina per tal que el sistema s'adapti a les capacitats de l'operador.
Les funcions principals de les interfícies d'usuari són les següents:
- Engegar i apagar la màquina.
- Control de les funcions manipulables de l'equip.
- Manipulació d'arxius i directoris.
- Eines de desenvolupament d'aplicacions.
- Control d'accés.
- Sistemes d'ajuda.
- Informació de l'estat de la màquina.

## Característiques
Les interfícies d'usuari pel smart worker posseeixen una sèrie de pautes que les defineixen. Totes aquestes característiques apunten a un clar model funcional i per això s'ha de tenir en compte el disseny d'aquestes, ja que, com deia Steve Jobs "El disseny no és només apariencia, el disseny és com funciona".

### Eficiència
Un model d'interfície eficient es regeix per la simplicitat pel que fa al control i la manejabilitat d'aquesta, fet que no implica que sigui fàcil però es busca optimitzar al màxim les interaccions abans que buscar altres aspectes com l'estètica. Que sigui simple no significa que no pugui ser detallada, ja que, com va esmentar Mies Van der Rohe "Déu està en els detalls", per tant, uns detalls funcionals als llocs on pertoca tenen un paper clau a l'hora d'interactuar amb l'interfície. Aquests factors brindaran una experiència d'usuari que, encara que enfocada a nivell industrial, és clau per tal de fer millorar la comoditat i el rendiment dels treballadors en les seves respectives feines.

### Accessibilitat
En la indústria 4.0 és imprescindible que l'usuari pugui accedir a les interfícies des de diversos llocs i/o dispositius electrònics si és necessari. Hi ha molts softwares, plataformes i infraestructures que permeten treballar als anomenats "Entorns cloud o del núvol" els quals brinden la possibilitat d'accedir a ells des de diversos llocs a l'hora que es desitgi.

### Treball col·laboratiu
Aquest punt va estretament lligat amb l'anterior, ja que el treball en equip és una eina més a favor del smart worker i la comunicació online que permet fer servir serveis "cloud" permet que es puguin editar i compartir certs continguts en línia alhora des de diverses localitzacions diferents, per tant, la distància ja no és una barrera en segons quins àmbits de treball industrial on abans sí que era un obstacle. També és molt important pel factor de l'organització i el repartiment de les tasques.

### Ajuda de la intel·ligència artificial
L'entorn de treball evoluciona progressivament per incorporar eines com els assistents virtuals o la intel·ligència artificial, això permet ajudar els treballadors en determinades situacions a base de la recopilació de dades sobre la tasca en qüestió.

### Seguretat
En la indústria hi ha una gran quantitat d'informació secreta. Les interfícies han de posseir un cert mètode d'autentificació i/o autorització per tal d'assegurar que només tenen accés a elles els usuaris oficials autoritzats de l'empresa. Les dades introduïdes en els dispositius d'aquestes interfícies han de ser codificades i disposar de certs antivirus i sistemes de seguretat per tal d'evitar que siguin robades per ser utilitzades amb fins com l'espionatge industrial.

## Classificació i tipus
En el sector industrial s'han de triar les interfícies d'usuari segons la feina que s'hagi de dur a terme i s'han de tenir en compte una sèrie de factors: el soroll, l'espai, la informació que s'ha de conèixer, els diferents paràmetres a controlar, les parts del cos que tenen disponibles els operaris per utilitzar, el temps disponible, etc.
La majoria de les interfícies estan creades per sensors, un sistema operatiu, un conjunt d'actuadors i un sistema de comunicació. Tots aquests elements brinden una sèrie de característiques a cada interfície que ens permet classificar-les en diferents tipus.

### Interfícies tàctils
Consisteixen en pantalles de tipus LCD o d'altres amb la capacitat de ser tàctils. Són molt versàtils, ja que permeten desenvolupar tota mena de tasques de control, introducció de dades mitjançant l'escriptura, la veu, les càmeres o certs sensors. Aquí s'engloben els smartphones, les tablets, els ordinadors i les màquines tàctils, ja molt instaurats a la indústria.

### Interfícies gràfiques
Les anomenades interfícies per imatges són les que utilitzen com a entrada de dades dispositius per la captura o presentació d'imatges. Un clar exemple són les Smart Glasses, unes ulleres intel·ligents que ens proporcionen les funcions d'un ordinador però aplicades a la realitat (realitat augmentada), com també fan per exemple, les ulleres de realitat virtual.

### Interfícies per veu
Encara que no solen aparèixer gaire en la indústria, els assistents per veu poden ser de gran utilitat en algunes feines determinades on només es disposa de la veu com a únic element lliure per interactuar amb la interfície. Algunes de les més conegudes són Siri de Apple, Cortana de Microsoft i Google Home encara que cal esmentar que el control per veu és a vegades propi d'algunes màquines com podrien ser certs vehicles militars.

### Interfícies gestuals
Els gestos ens permeten traspassar la frontera del món real al virtual d'una forma molt intuïtiva i directa que resulta molt interessant en alguns treballs. Exemples aplicats a les fàbriques seria el disseny utilitzant la realitat virtual i certs controladors dels gestos. Casos més quotidians seria el Kinect de Microsoft o els comandaments de la consola Wii.

### Interfícies neuronals
Aquestes són una de les últimes interfícies en arribar al mercat i encara han de ser molt més desenvolupades però podrien obrir nous camins que ens permetrien fer fets insòlits fins ara. Es basen en la lectura de l'activitat cerebral per mitjà d'uns sensors col·locats al cap, fet que permet enviar certs senyals que poden ser interpretats per un sistema electrònic o ordinador. Això ens permetria fer, per exemple, que una persona amb discapacitats físiques pugui enviar ordres a un ordinador que controli un exoesquelet (braços/cames/parts del cos biòniques) i li permeti fer vida normal.

### Interfícies intel·ligents[8]
El camp de les interfícies intel·ligents pot englobar tots els tipus d'interfícies perquè totes poden posseir aquesta característica mentre siguin dissenyades o adaptades per a tal finalitat. El seu objectiu és millorar l'eficiència, efectivitat i naturalitat en la interacció home-màquina. Han de ser capaces de modelar per l'usuari el seu entorn laboral i tenir capacitat per analitzar les entrades i generar les sortides de la manera més adequada. Hi ha diverses tendències:
- Creació de sistemes personalitzats. Aquests tipus de sistemes tracten d'explotar la informació de l'usuari com hàbits, preferències i metodologia de treball per tal de brindar una millor comunicació amb aquest.
- Enfocament als problemes d'excés d'informació. Busca donar suport al treball al buscar informació en bases de dades o sistemes d'informació molt complexes, per exemple, reduint la informació obtinguda a la cerca o suggerint informació d'interès per a l'usuari.
- Ajudar en l'ús de sistemes o funcions noves i complexes. Interessa detectar i corregir concepcions equivocades, així com explicar i simplificar o informació sobre el sistema en general.
- Completar tasques de l'usuari. Se centra en identificar i entendre les activitats de l'usuari per poder-li donar soport realitzant-li certes feines per tal de reduir la càrrega de treball.
- Utilització d'altres formes d'interacció.

## Valoració

### Beneficis
La interfície d'usuari, comporta grans avantatges per al treballador i per a l'empresa, aquests avantatges són: 
- Major eficiència: una interfície optimitzada comporta que l'usuari pugui dur a terme la producció o el servei a realitzar de manera més ràpida i en general més rendible.
- Accessibilitat: Mitjançant una interfície simple i estructurada, es pot aconseguir que un usuari sense coneixements previs d'una matèria o programa, pugui utilitzar màquines i/o sistemes complexos. Un exemple d'això són les eines d'inversions; aquestes interfícies permeten que persones sense coneixements en l'economia puguin invertir en borsa de manera guiada.
- Atracció: Quan els treballadors descobreixen eines que són simples i fàcils d'entendre, senten desitjos i ànims de seguir utilitzant-los, per tant poden crear un valor afegit a l'empresa pel que fa al treballador.

### Inconvenients
Així mateix les interfícies d'usuaris poden arribar a crear inconvenients, per al treballador i per a l'empresa: 
- Deshumanització: A causa del contacte continuat amb interfícies de màquines i dispositius, l'actitud del treballador pot derivar a la despreocupació pel client. Quan es tracta de comandaments mitjans i alts, pot implicar la desconnexió humana amb els seus treballadors per a convertir-se en un tracte purament virtual.
- Pèrdua de l'art o cultura: A causa d'un ús intensiu d'automatitzacions, pot veure's disminuïda l'actuació del treballador com a artista. Per tant, es podria arribar a perdre el valor afegit que el treballador pot crear en el producte.

## Visualització d'un possible futur d'aquestes interfícies
El futur de cara al Smart Worker recau en els següents factors, alguns ja esmentats anteriorment:
- Una comunicació fluida, ràpida, eficient, fàcil i propera. Això a hores d'ara gràcies a les interfícies d'usuari (entorns al núvol, missatgeria instantània...), aboleix la dependència d'estar enganxats a una línia fixa de telèfon durant un dia laboral d'un smart worker.

- El treball col·laboratiu és una de les bases del smart worker, on és necessari un entorn dinàmic i de fàcil accés per als col·laboradors.

- La intel·ligència artificial, és necessària, ja que els entorns de treballs utilitzats, evolucionen constantment cap a un espai on les eines d'ús, es basen en "machine learning", i els treballadors desenvolupen les seves habilitats per l'adaptació d'aquestes eines a l'ús diari.

- La seguretat de la informació, de cara a la indústria 4.0 i el smart worker la seguretat, és un actiu vital per a la seva correcta protecció i gestió.

A causa d'aquests diversos factors, han sorgit noves eines per tal de facilitar la vida humana i l'adaptació a les noves tecnologies TIC, com per exemple: Gesture Interfaces, Brain-Computer Interface, Flexible OLED display, Augmented Reality, Voice User Interface, Tangible User Interface, Wearable Computer, Sensor Network UI.